# Tim (ca sĩ)
Trần Nguyên Cát Vũ (sinh ngày 2 tháng 9 năm 1987), thường được biết đến với nghệ danh Tim, là một nam ca sĩ kiêm diễn viên người Việt Nam. Anh trở nên nổi tiếng sau khi bài hát "Một vòng Trái Đất" song ca cùng với Minh Hằng trở thành một bản hit vào năm 2008.

## Danh sách đĩa nhạc
- 2007: Chong chóng tình yêu (Vol 1)
- 2010: Đối mặt (Vol 2)
- 2011: Single Tim
- 2012: Mất cảm giác yêu (Vol 3)
- 2012: Ngắm trăng đáy hồ

## Phim đã tham gia

### Phim truyền hình
| Năm  | Tựa phim             | Vai diễn    | Đạo diễn           | Kênh    | Nguồn             |
| ---- | -------------------- | ----------- | ------------------ | ------- | ----------------- |
| 2010 | Thiên đường vắng em  | Tấn Ngọc    | Đặng Thái Huyền    | HTV7    | [ 4 ] [ 5 ] [ 6 ] |
| 2010 | Thụy khúc            | Chiến       | Đặng Lưu Việt Bảo  | HTV7    | [ 7 ] [ 8 ]       |
| 2011 | Người đẹp online     | Tim         | Hồng Ngân          | TodayTV |                   |
| 2019 | Bán chồng            | Hưng        | Lê Hùng Phương     | VTV3    | [ 9 ] [ 10 ]      |
| 2019 | Phi vụ tình ái       | Thắng       | Nguyễn Dương       | VTV3    | [ 11 ] [ 12 ]     |
| 2019 | Xin chào hạnh phúc   | Toki        |                    |         |                   |
| 2020 | Hoa trong bão        | Kiệt        | Trần Cảnh Đôn      | SCTV14  | [ 13 ] [ 14 ]     |
| 2020 | Cha tôi              |             | Nhâm Minh Hiền     | VTV3    |                   |
| 2020 | Dòng đời chảy ngược  | Hoàng Thanh | Nguyễn Quang Minh  | SCTV14  | [ 15 ] [ 16 ]     |
| 2020 | Hạt giống tình yêu   | Minh Đạo    | Nguyễn Nhật Trung  |         | [ 17 ]            |
| 2020 | Hương Quỳnh          | Nguyên      | Trần Ka My         | VTV3    | [ 18 ]            |
| 2020 | Đôi giày tình yêu    | Thành An    | Thành Nam          | VTV3    |                   |
| 2021 | Bạn thân             | Khánh       | Nguyễn Thu         | VTV3    | [ 19 ]            |
| 2021 | Ớt đỏ                | Phong       | Thành Nam          | TodayTV |                   |
| 2021 | Tình xuân nắng ấm    | Hưng        | Lý Khắc Lynh       | VTV3    | [ 20 ]            |
| 2021 | Phi vụ yêu           | Uy Lâm      | Nguyễn Dương       | VTV3    |                   |
| 2021 | Lưới trời            | Thắng       | Nguyễn Phương Điền | THVL1   |                   |
| 2023 | Hoa hồng cho sớm mai | Thanh       | Võ Việt Hùng       | THVL1   |                   |
| 2024 | Đón tết cùng sui gia | Hùng        | Lee Nghĩa          |         |                   |
| 2025 | Yêu lần nữa          | Ethan Trần  | Nguyễn Dương       | THVL1   |                   |

### Phim điện ảnh
| Năm  | Tựa phim          | Vai diễn     | Đạo diễn           | Nguồn         |
| ---- | ----------------- | ------------ | ------------------ | ------------- |
| 2011 | Bóng ma học đường | Jimmy Long   | Lê Bảo Trung       | [ 21 ] [ 22 ] |
| 2015 | Hợp đồng bắt ma   | Phong        | Lê Quang Thanh Tâm | [ 23 ] [ 24 ] |
| 2016 | White Valentine   |              | Davina Hồng Ngân   | [ 25 ] [ 26 ] |
| 2017 | Oán               | Luân         | Huỳnh Đông         | [ 27 ] [ 28 ] |
| 2017 | Linh duyên        | Hùng lúc trẻ | Nguyễn Duy Võ Ngọc |               |

## Đời tư
Từ năm 2010, Tim và ca sĩ Trương Quỳnh Anh bắt đầu quen nhau từ sau khi cùng tham gia dự án phim Bóng ma học đường. Đây là một trong những cặp đôi được xem là đẹp nhất trong giới giải trí Việt Nam. Năm 2012, cả hai công khai đã có một người con trai chung. Tuy đã có con trai và đã đăng ký kết hôn nhưng đến năm 2016, Tim và Trương Quỳnh Anh vẫn chưa tổ chức lễ cưới. Vào nửa đầu tháng 5 năm 2017, trên các trang mạng xã hội xuất hiện tin đồn cả hai đã ly hôn. Mặc dù có những bằng chứng về việc đã hoàn tất thủ tục ly hôn, nhưng việc không thừa nhận cũng như có hành động livestream và chia sẻ ảnh gia đình hạnh phúc của cả hai đã làm nhiều người khó hiểu. Đến tháng 10 cùng năm, Trương Quỳnh Anh đã đăng tải lên trang mạng xã hội cá nhân nội dung "chính thức ly hôn", nhưng cả hai vẫn sống chung một nhà. Tháng 7 năm 2018, Tim cũng chính thức xác nhận đã ly hôn.

## Giải thưởng
| Năm  | Giải thưởng   | Hạng mục                                | Tác phẩm            | Kết quả   | Nguồn         |
| ---- | ------------- | --------------------------------------- | ------------------- | --------- | ------------- |
| 2010 | Giải Mai Vàng | Nam diễn viên truyền hình               | Thiên đường vắng em | Đề cử     | [ 37 ] [ 38 ] |
| 2019 | Ngôi Sao Xanh | Gương mặt triển vọng                    | Bán chồng           | Đoạt giải | [ 39 ] [ 40 ] |
| 2020 | Ngôi Sao Xanh | Nam diễn viên truyền hình xuất sắc nhất | Dòng đời chảy ngược | Đề cử     | [ 41 ]        |